# Die Debatte
Die Debatte war eine Tageszeitung, die vom 13. November 1864 bis zum 28. Februar 1865 und vom 15. September 1868 bis 30. September 1869 herausgegeben wurde. Zwischen 1865 und 1869 lautete der Titel des Blattes „Die Debatte und Wiener Lloyd“.
Anfangs erschien „Die Debatte“ täglich, ab 15. September 1868 zweimal täglich. Außerdem erschien sie ab der Nummer 253 des fünften Jahrganges (1868) als Morgen- und als Abendausgabe. Ab dem fünften Jahrgang (1868) beinhaltete „Die Debatte“ eine weitere Rubrik mit dem Titel Wiener Lloyd: Organ für Volkswirthschaft, Handel und Gewerbe sowie eine Romanbeilage.
Als Nachfolger der Debatte erschien „Die Tages-Presse“ in Wien von 1869 bis 1878.
In der ersten Ausgabe der konservativ ausgerichteten Tageszeitung vom 13. November 1864 wird als Aufgabe „die Discussion der österreichischen Verfassungsfrage“ genannt, denn diese sei nicht eine Frage von vielen, „sondern die Haupt- und Lebensfrage des Reiches“ und in ihr liege „Österreichs Zukunft“. (S. 1)

## Format
- 2° u. gr.-8°,
- 1864: 47,5 × 34 cm, 5-spaltig;
- 15. September – Dezember 1868: 59 × 42 cm, 6-spaltig;
- ab 23. Dezember 1868 u. Abendausgabe: 40,5 × 27 cm, 3-spaltig

## Redaktion

### Eigentümer und Herausgeber
- Moritz Gans, ihm folgte schließlich D. Frisch ebenfalls als Eigentümer und Herausgeber.

### Drucker
bis 28. Februar 1865: C. Biel;
15. September 1868 – 16. Mai 1869: Buchdruckerei Leopoldstadt, unter der Leitung von Josef Kaiser,
bis 30. September 1869: unter der Leitung von Leopold Schichowetz

### Redakteure
bis 28. Februar 1865: Friedrich Stein;
15. September 1868 – 10. Jänner 1869: M. E. Pilcz;
zuletzt: August Ritter von Stoffella.